# Université européenne de Rome

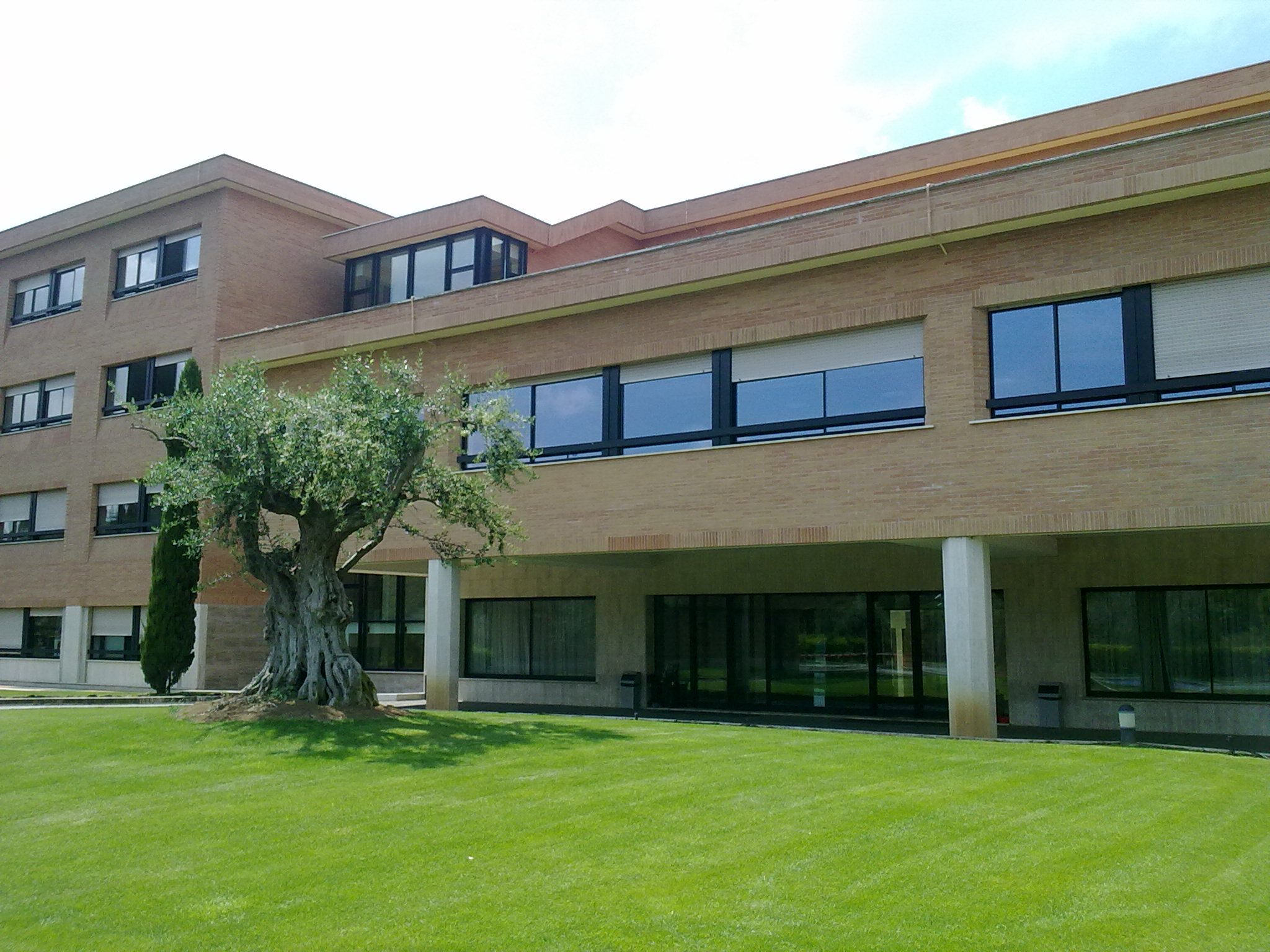
Vues de l'exterieur

L'Université européenne de Rome (Università Europea di Roma (UER) est une université privée catholique. Gérée par les Légionnaires du Christ, elle est reconnue par l'État italien. Elle est située au 190 via degli Aldobrandeschi, à Rome. 

## Histoire
Fondée en 2004, l'Université catholique fait partie d'un réseau international d'universités  de la Légion du Christ et est un partenaire associé de Universidad Anáhuac México (en). L'université propose principalement des diplômes de troisième cycle (Master).
La devise de l'Université est « Formiamo persone, prepariamo professionisti » (« Nous formons des personnes et préparons des professionnels »).

## Recteurs
- Paolo Scarafoni (2005-2013)
- Luca Gallizia (2013-2016)
- Pedro Amdor Munoz Barrajón (depuis 2016)

## Domaines
L'université est organisée en un seul département de sciences humaines :
- Loi
- Économie
- Tourisme
- Psychologie
- Cours de troisième cycle (Master)
  - Gestion de la santé
  - Gestion d'organisations à but non lucratif
  - Sciences administratives publiques
  - Gestion RH
  - Innovation et gestion du changement
  - Sciences de la famille
  - Études sur le genre (femmes occupant des postes de direction)
  - Architecture et art sacré et liturgie
  - Modèles psychologiques et éducatifs pour l'école
  - Droit du travail, syndicats et sécurité sociale[1].

## Bibliothèque
La bibliothèque de l'université, consacrée à Pie XII comporte 8 000 volumes dont 6 000 monographies et 2 000 magazines, des documents, des publications, des bases de données et des ressources électroniques concernant les disciplines enseignées à l'Université européenne de Rome et à l'Athénée pontifical Regina Apostolorum et abrite des collections, dont le patrimoine livresque de la Fondation Alcide De Gasperi.